# Mansour Al-Naje
Mansour Al-Naje (منصور النجعي; Gedda, 1º luglio 1978) è un ex calciatore saudita, di ruolo portiere.

## Carriera

### Club
Ha giocato per tutta la carriera nel campionato saudita.

### Nazionale
Con la maglia della Nazionale ha preso parte alla Coppa d'Asia nel 2004.